# Coroa do Avião

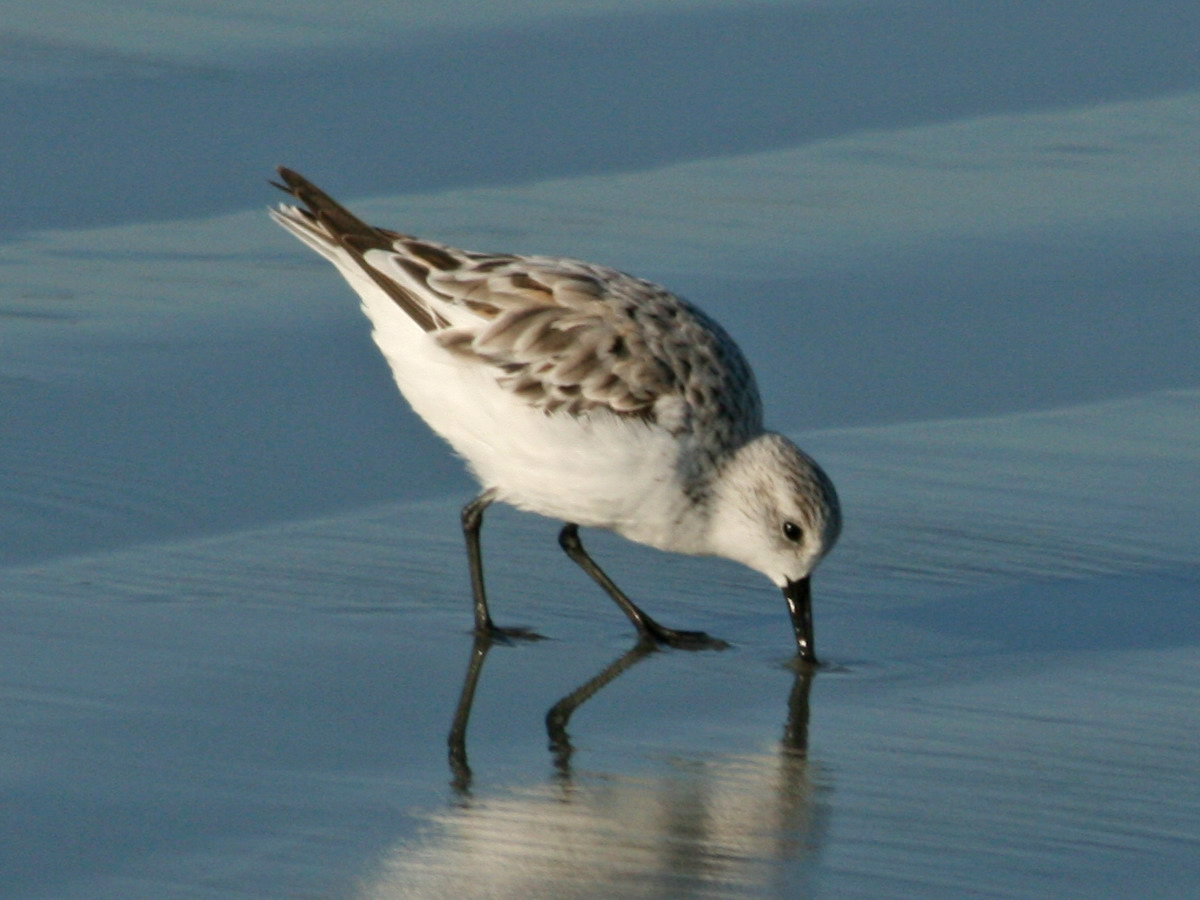
O maçarico-branco frequenta a ilha durante sua migração.

Coroa do Avião é uma ilhota localizada no município de Igarassu no estado brasileiro de Pernambuco. Com aproximadamente 560 metros de extensão por 80 m de largura, é basicamente um banco de areia (croa) coberto de vegetação e algumas construções. A ilha tem paisagem e pôr do sol que atraem turistas, e no local existem sete palhoças turísticas onde há restaurantes rústicos que servem sobretudo frutos do mar.
O acesso à ilha é feito por pequenas jangadas a motor. Contudo, quando a maré está baixa, há a possibilidade de ir a pés até a praia de Mangue Seco, no continente, assim como praticar mergulho.

## Etimologia
Etimologicamente, "croa" ou "coroa" refere-se a um banco de areia branca (geralmente próximo a foz de rios).

## História
Até a década de 1970, Coroa do Avião era um banco de areia que emergia apenas na maré baixa. Com o acumulo constante de sedimentos arenosos trazidos pelo mar e pelo canal de Santa Cruz a ilha se estabilizou e vegetação cresceu naturalmente ou foi introduzida pelo homem.

## Características
Situada a sudeste da Ilha de Itamaracá, próximo ao canal de Santa Cruz, que separa esta do continente, a ilhota dista 50 km de Recife e apresenta uma superfície de dois hectares de área não inundável.
Desde 1994, a ilhota abriga a Estação de Estudos Sobre Aves Migratórias e Recursos Ambientais (EARA — Igarassu), de responsabilidade da Universidade Federal Rural de Pernambuco. Nela pousam sobretudo diversas espécies de  gaivotas e maçaricos migratórios. Tais aves vão todos os anos à ilha (de agosto a abril) em virtude da riqueza e disponibilidade de invertebrados marinhos encontrados lá durante a baixa-mar. O objetivo principal da estação é estudar e conservar os recursos ambientais costeiros de Pernambuco, por isso nela são realizadas pesquisas e atividades de capacitação em ornitologia, especificamente de aves limícolas que migram do Ártico até o litoral brasileiro, para então seguir sua rota migratória.
São desenvolvidas também pesquisas nas áreas de cartografia (utilização de aerofotos verticais, 35 mm), engenharia de pesca e fontes alternativas de energia, em especial energia solar.